# Spinorchidee (geslacht)
Spinorchidee (Brassia) is een geslacht uit de orchideeënfamilie (Orchidaceae). Het geslacht is inheems in Florida, Mexico, de Caraïben, Centraal-Amerika en in het centrale en noordelijke deel van Zuid-Amerika.

Spinorchideeën zijn groenblijvende planten, die (afhankelijk van de soort) een epifytische en/of lithofytische levensvorm kunnen hebben. De soorten uit dit geslacht hebben ovale, groene pseudobulben met meestal twee bladeren. De bloemen kenmerken zich onder andere door de relatief lange en smalle kroon- en kelkbladen. Bij de meeste soorten uit het geslacht zijn de bloemen geelgroen met bruin van kleur. In mindere mate komen ook de bloemkleuren wit, oranje, geel en purper voor. De bloemstengels van spinorchideeën groeien uit de onderkant van de voornaamste pseudobulb. 

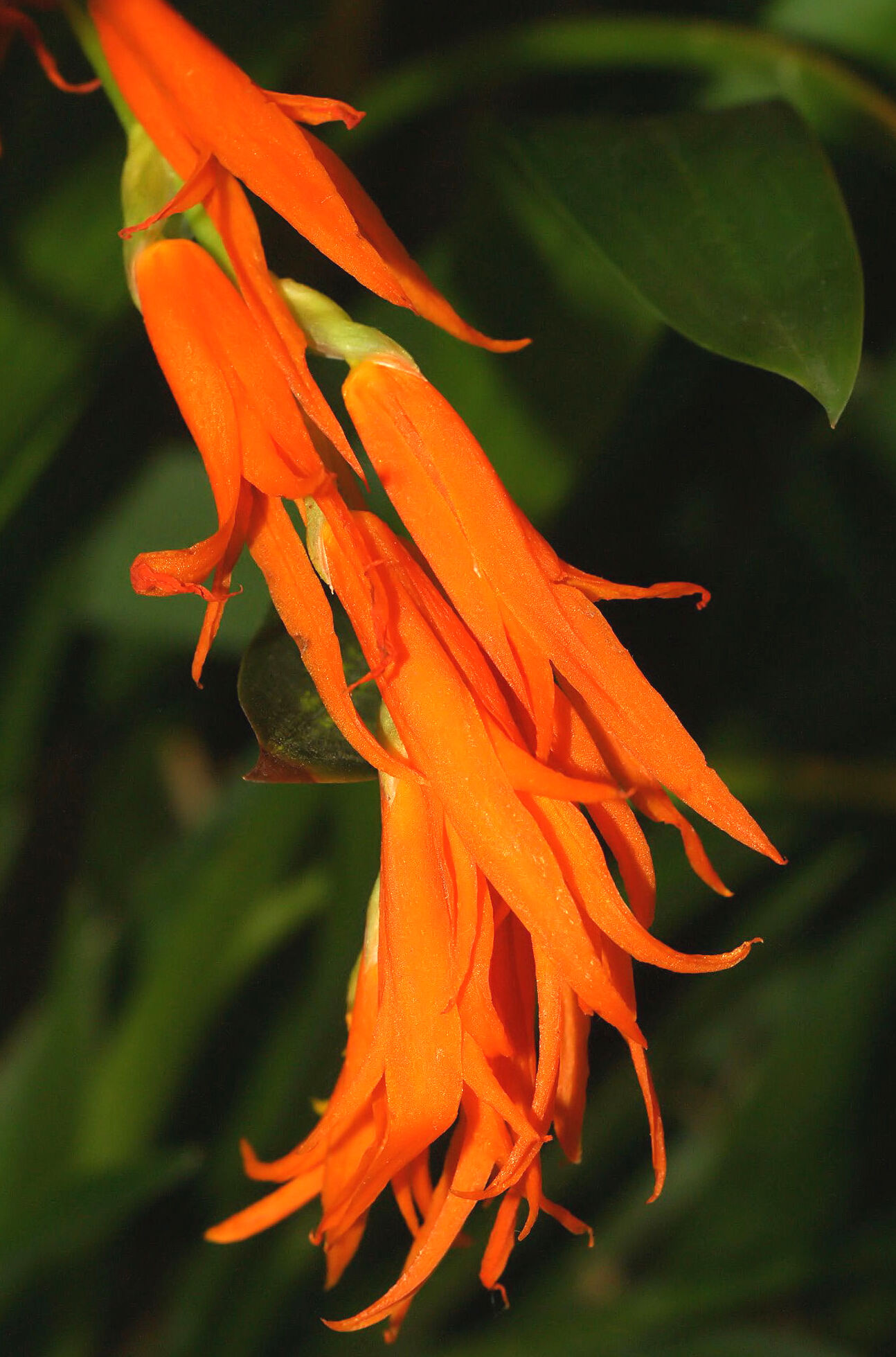
Brassia aurantiaca, een spinorchidee met opvallende oranje bloemen

Spinorchideeën maken voor hun bestuiving gebruik van mimicry. Ze worden hoofdzakelijk bestoven door vrouwelijke spinnendoders uit de genera Pepsis en Campsomeris. Deze spinnendoders worden verward door de bloemen die op spinnen lijken en steken in de lip om hun 'prooi' te doden, terwijl ze zonder succes probeert haar prooi te grijpen. Door deze bewegingen komt de spinnendoder in contact met het pollinarium, dat vervolgens aan haar kop blijft plakken. Door het vervolgens bij een andere spinorchideeënbloem te proberen, worden de bloemen bestoven.

## Cultivatie
Een relatief klein aantal soorten uit het geslacht zijn in cultuur gebracht; sommige cultivars zijn populaire kamerplanten geworden. Brassia kan intergenerische hybriden vormen met leden van  onder andere de verwante orchideeëngeslachten Oncidium, Miltonia, Odontoglossum en Leochilus. 

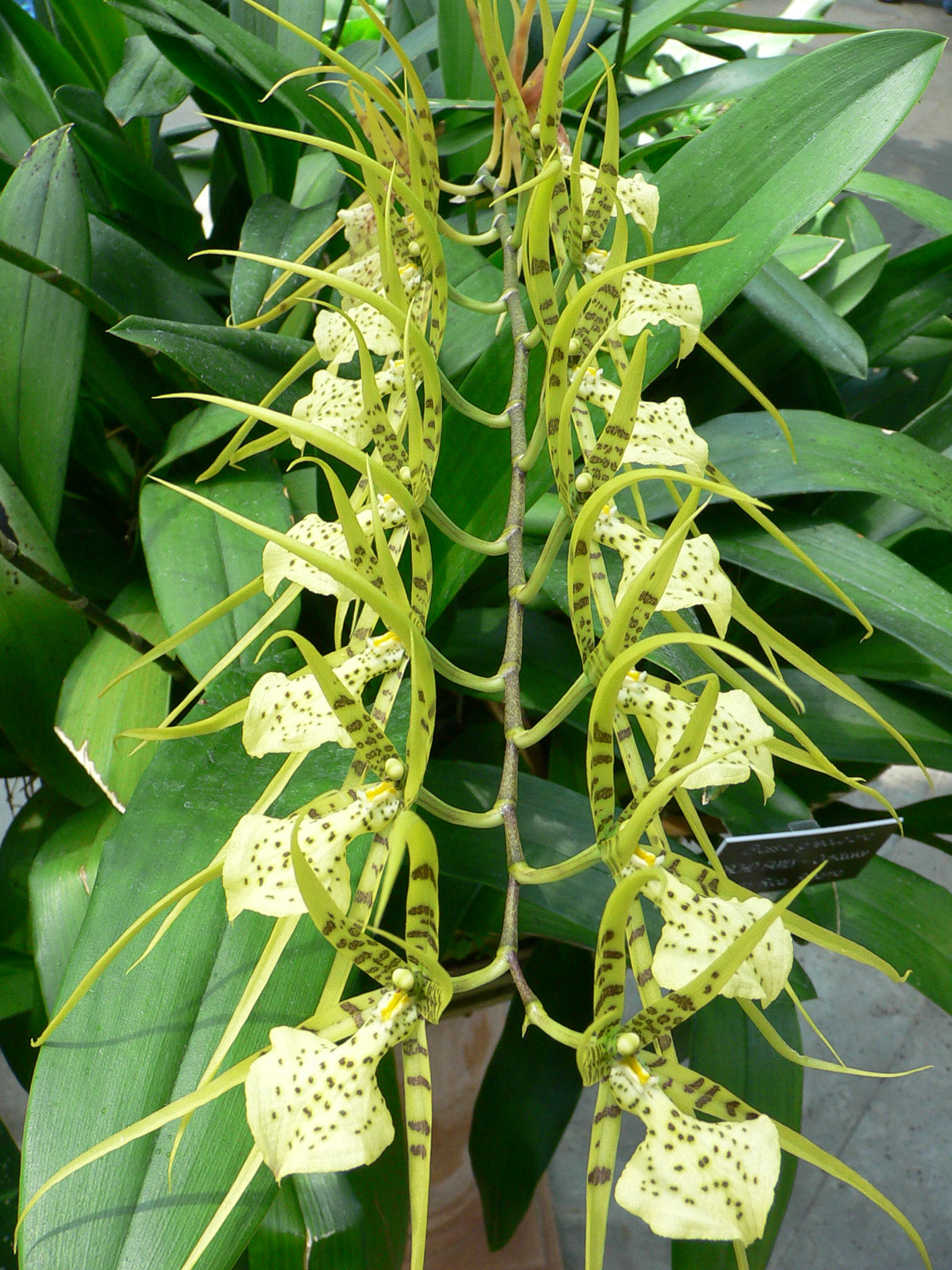
Brassia 'Rex', een kruising tussen Brassia verrucosa en Brassia gireoudiana

## Soorten
In de onderstaande lijst staan alle soorten uit het geslacht spinorchidee (Brassia).
- Brassia allenii L.O.Williams ex C.Schweinf. (1948)
- Brassia andina (Rchb.f.) M.W.Chase (2011)
- Brassia andreettae (Dodson) Senghas (1997)
- Brassia angusta Lindl. (1844)
- Brassia angustilabia Schltr. (1925)
- Brassia arachnoidea Barb.Rodr. (1877)
- Brassia arcuigera Rchb.f. (1869) – lange spinorchidee
- Brassia aurantiaca (Lindl.) M.W.Chase (2011)
- Brassia aurorae D.E.Benn. (1992)
- Brassia bennettiorum (Dodson) Senghas (1997)
- Brassia bidens Lindl. (1844)
- Brassia bowmanni (Rchb.f.) M.W.Chase (2011)
- Brassia brachypus Rchb.f. (1875)
- Brassia brevis (Kraenzl.) M.W.Chase (2011)
- Brassia brunnea Archila (1999)
- Brassia caudata (L.) Lindl. (1825)
- Brassia cauliformis C.Schweinf. (1946)
- Brassia chloroleuca Barb.Rodr. (1877)
- Brassia chlorops Endrés & Rchb.f. (1873)
- Brassia cochlearis (H.R.Sweet) M.W.Chase (2011)
- Brassia cochleata Knowles & Westc. (1838)
- Brassia cyrtopetala Schltr. (1912)
- Brassia diphylla (H.R.Sweet) M.W.Chase (2011)
- Brassia dresslerorum Archila (1999)
- Brassia ecuadorensis (Garay) M.W.Chase (2011)
- Brassia endresii (Kraenzl.)
- Brassia escobariana Garay (1973)
- Brassia euodes Rchb.f. (1880)
- Brassia farinifera Linden & Rchb.f. (1870)
- Brassia filomenoi Schltr. (1921)
- Brassia forgetiana Sander (1910)
- Brassia garayana M.W.Chase (2011)
- Brassia gireoudiana Rchb.f. & Warsz. (1854)
- Brassia glumacea Lindl. (1846)
- Brassia glumaceoides M.W.Chase (2011)
- Brassia horichii (I.Bock) M.W.Chase (2011)
- Brassia huebneri Schltr. (1925)
- Brassia iguapoana Schltr. (1925)
- Brassia incantans (Rchb.f.) M.W.Chase (2011)
- Brassia jipijapensis Dodson & N.H.Williams (1980)
- Brassia keiliana Rchb.f. ex Lindl. (1852)
- Brassia koehlerorum Schltr. (1921)
- Brassia lanceana Lindl. (1835)
- Brassia lehmannii (Garay) M.W.Chase (2011)
- Brassia macrostachya Lindl. (1838)
- Brassia maculata R.Br. (1813) – gevlekte spinorchidee
- Brassia mendozae (Dodson) Senghas (1997)
- Brassia minutiflora (Kraenzl.) M.W.Chase (2011)
- Brassia neglecta Rchb.f. (1856)
- Brassia ocanensis Lindl. (1854)
- Brassia panamensis (Garay) M.W.Chase (2011)
- Brassia pascoensis D.E.Benn. & Christenson (2001)
- Brassia peruviana Poepp. & Endl. (1836)
- Brassia pozoi (Dodson & N.H.Williams) Senghas (1997)
- Brassia pumila Lindl. (1845)
- Brassia rhizomatosa Garay & Dunst. (1965)
- Brassia rolandoi (D.E.Benn. & Christenson) M.W.Chase (2011)
- Brassia signata Rchb.f. (1881)
- Brassia suavissima Pupulin & Bogarín (2005)
- Brassia sulphurea (Rchb.f.) M.W.Chase (2011)
- Brassia thyrsodes Rchb.f. (1868)
- Brassia transamazonica D.E.Benn. & Christenson (2001)
- Brassia verrucosa Bateman ex Lindl. (1840)
- Brassia villosa Lindl. (1854)
- Brassia wageneri Rchb.f. (1854)
- Brassia warszewiczii Rchb.f. (1852)
- Brassia whewellii J.M.H.Shaw (2014)
- Brassia wyllisiana K.G.Lacerda & V.P.Castro (2012)

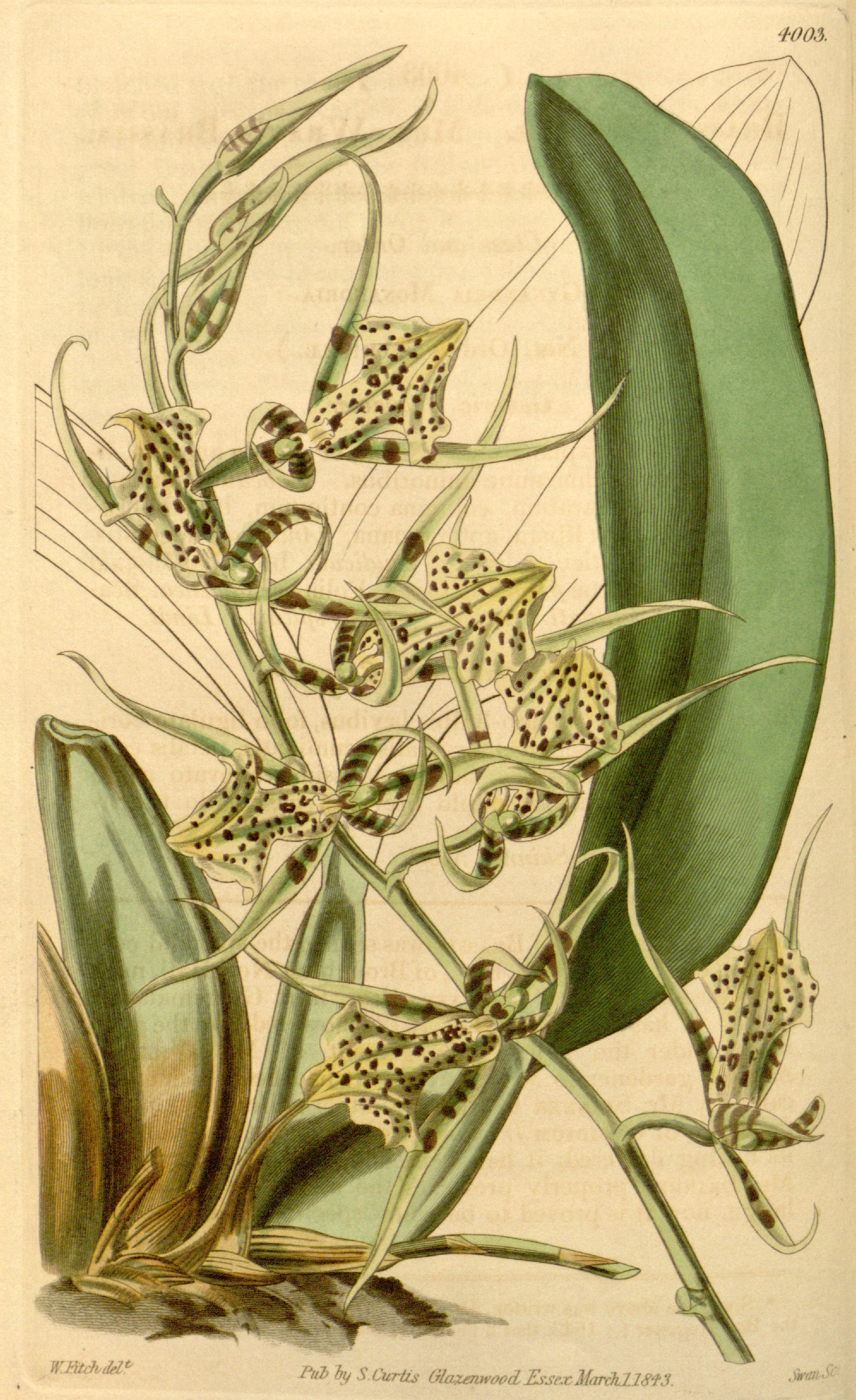
Gevlekte spinorchidee (Brassia maculata)
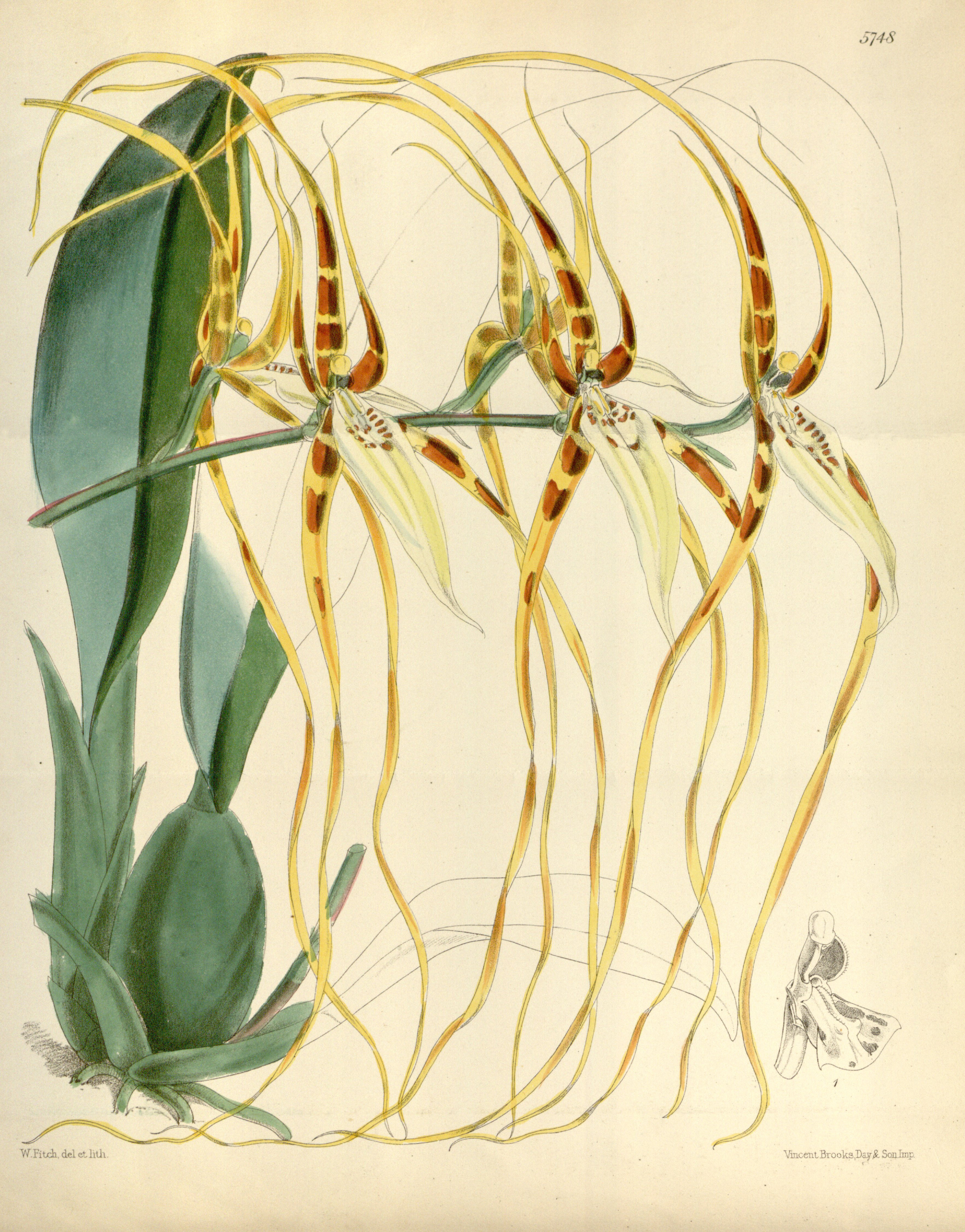
Lange spinorchidee (Brassia arcuigera)
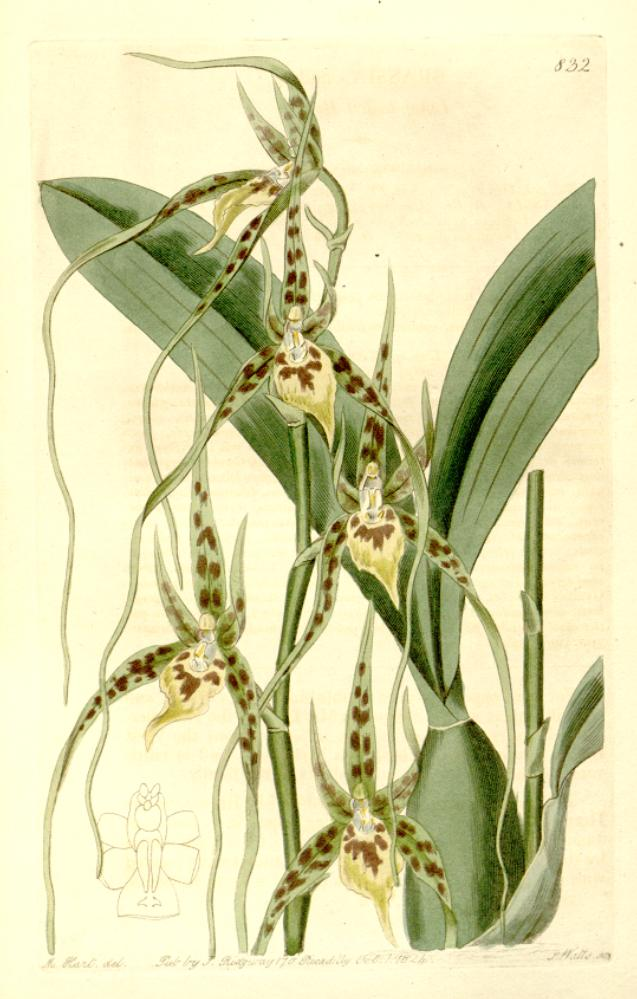
Brassia caudata
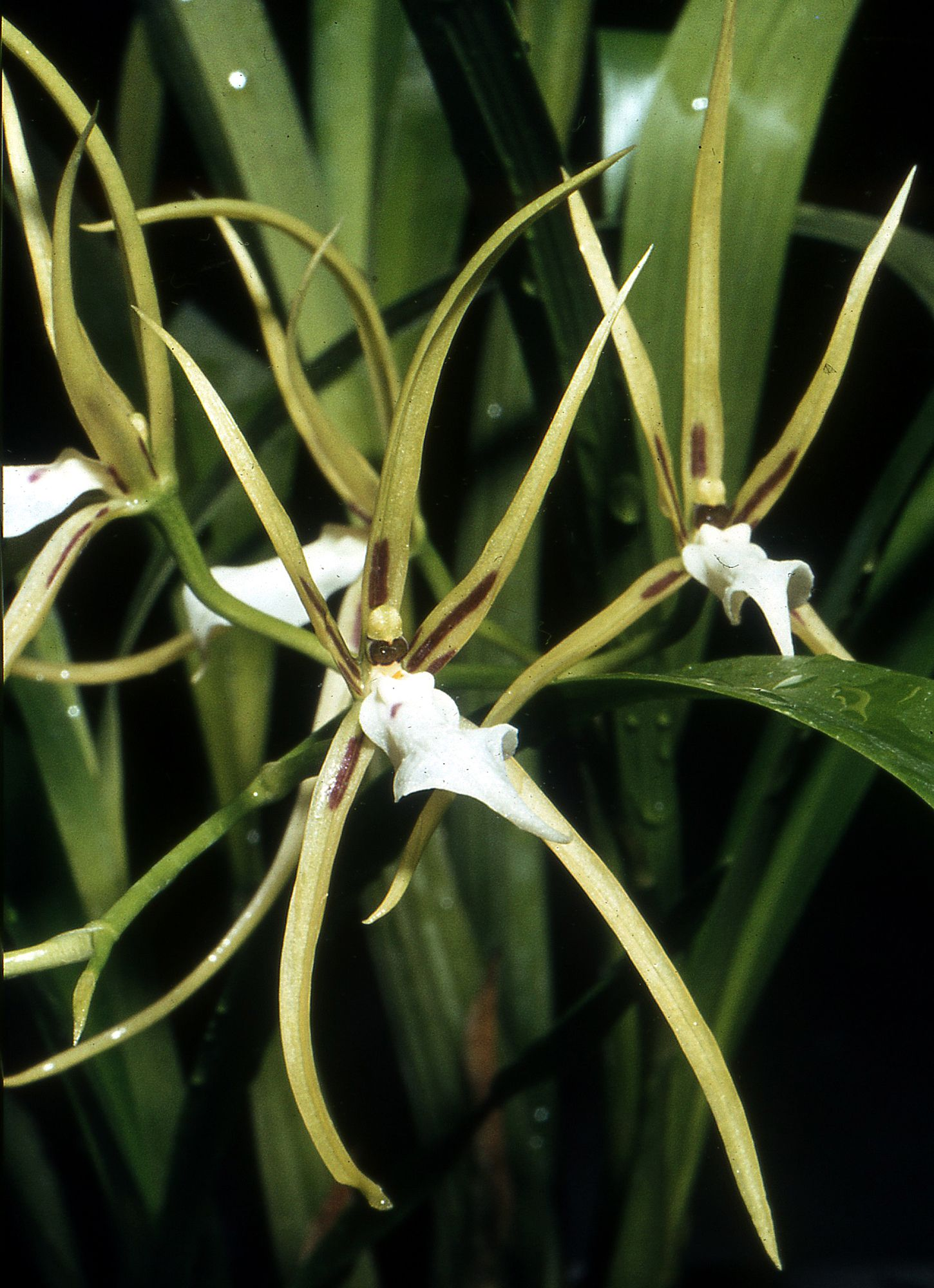
Brassia signata
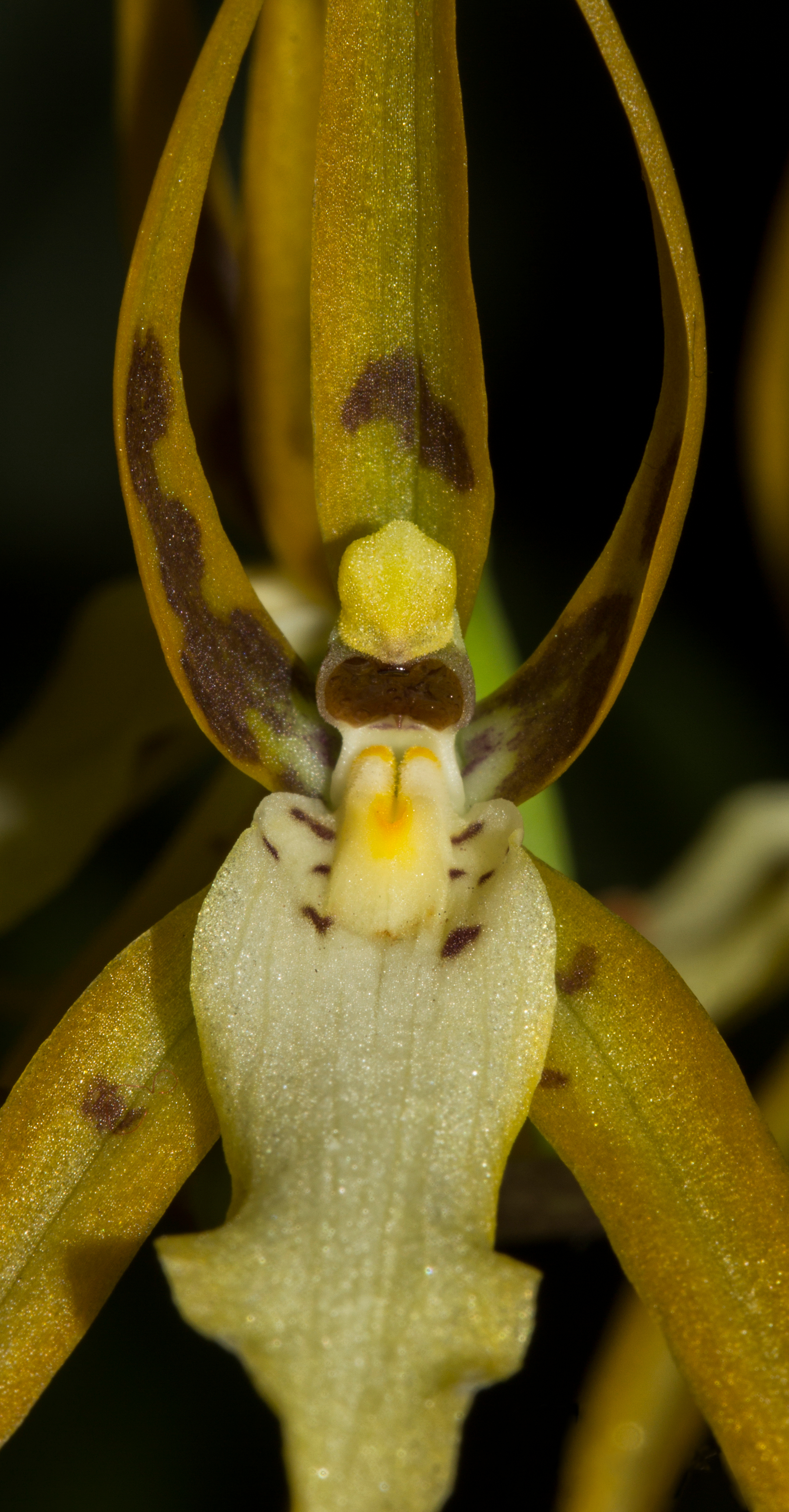
Brassia warszewiczii
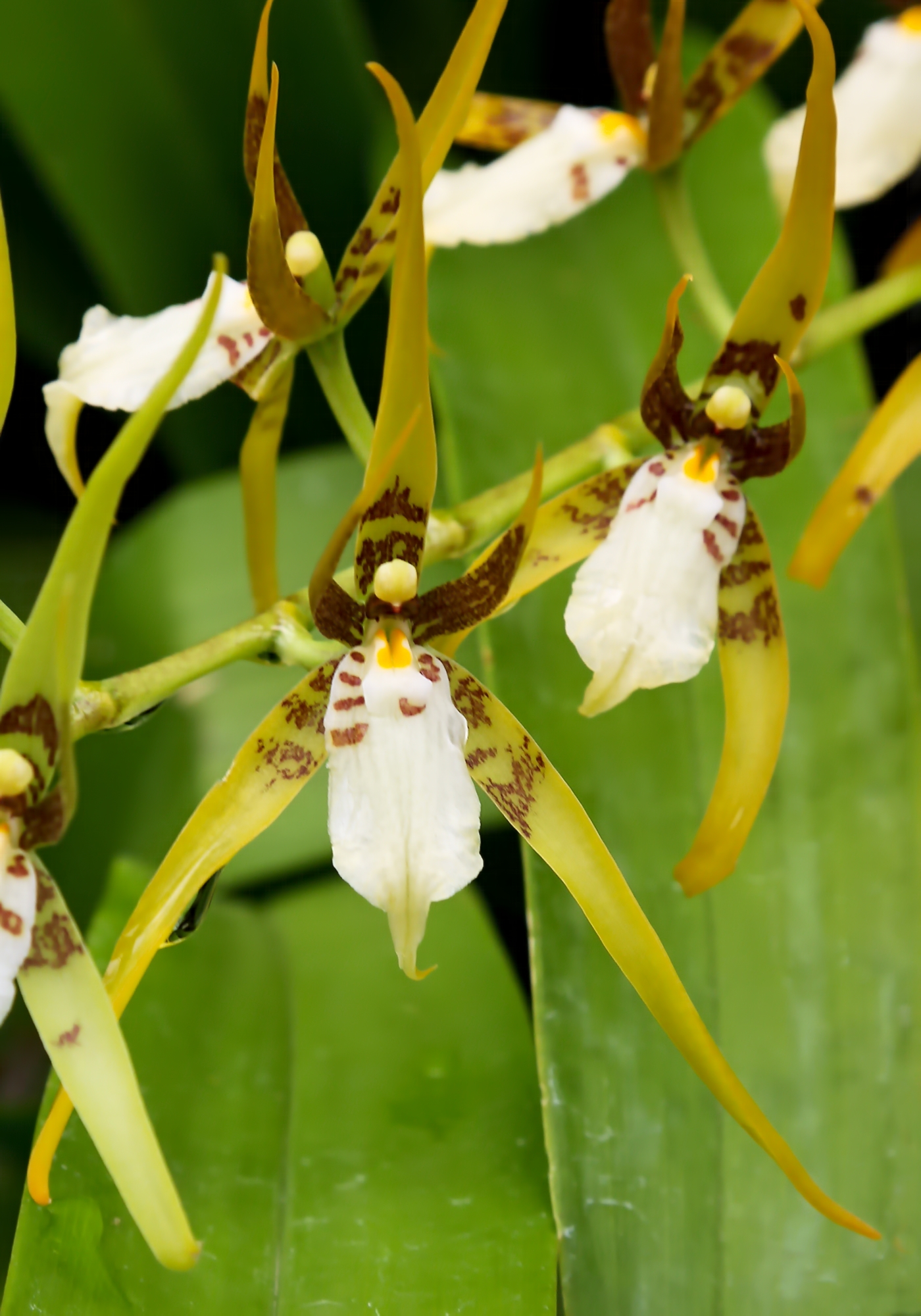
Brassia jipijapensis